# Dux (Automobilhersteller)

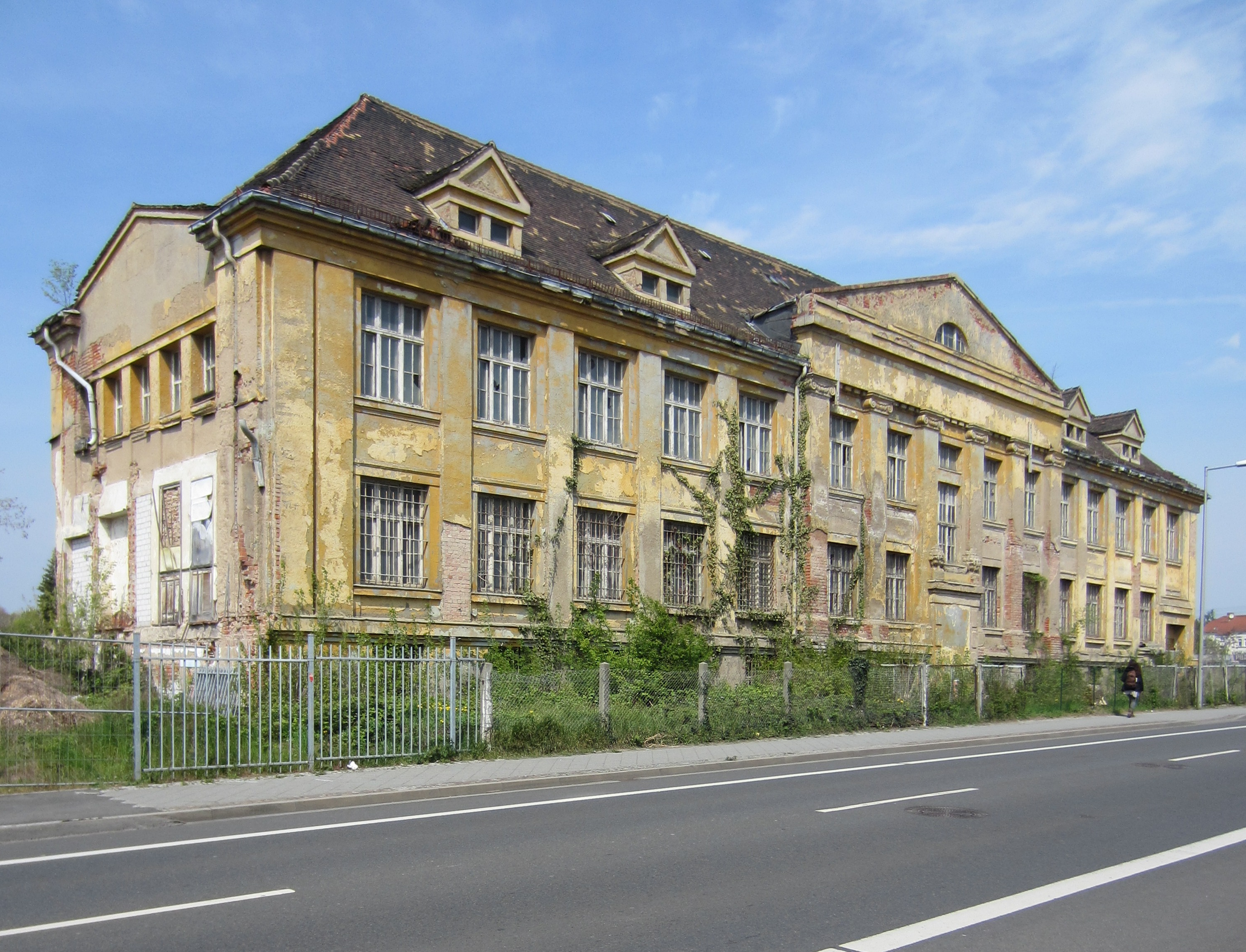
Das denkmalgeschützte, inzwischen verfallende ehemalige Verwaltungsgebäude der Dux-Automobil-Werke Linkelstraße 59, früher Bahnhofstraße, in Leipzig-Wahren im Mai 2016

Dux ist der Name eines ehemaligen Automobil- und Nutzfahrzeugherstellers aus Wahren (ab 1922 Stadtteil von Leipzig) und der Typenname der dort von 1909 bis 1926 gefertigten Autos und Lastwagen.

## Name
Der Name Dux kommt, wie es damals häufig bei Unternehmen vorkam, aus dem Lateinischen:
- Dixi 1904 lat.: „ich habe gesprochen“
- Audi 1910 lat.: „höre zu“ = Horch
- Dux 1916 lat.: „Führer“, „Anführer“

## Geschichte

### Polyphon Musikwerke

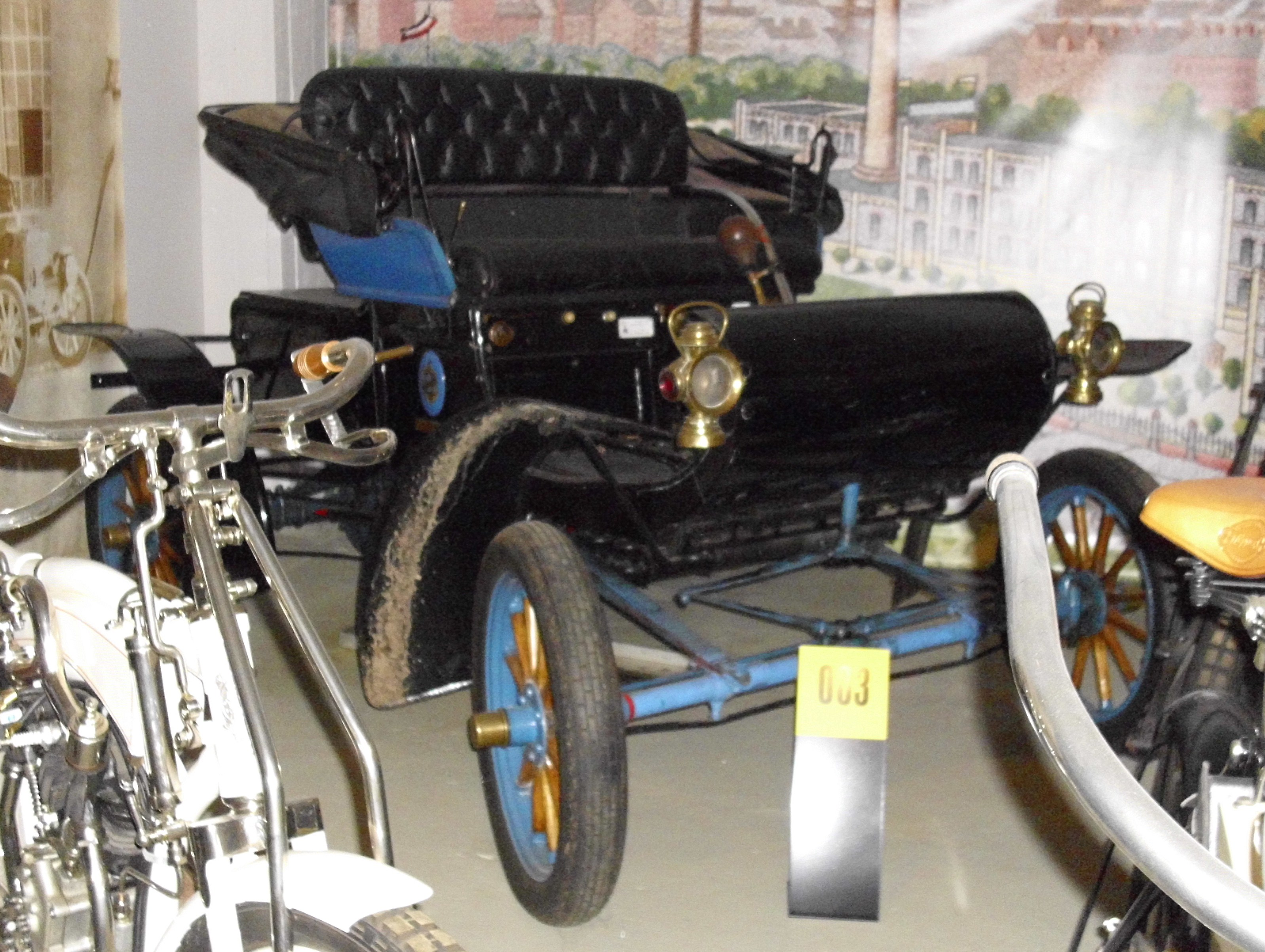
Polymobil von 1903

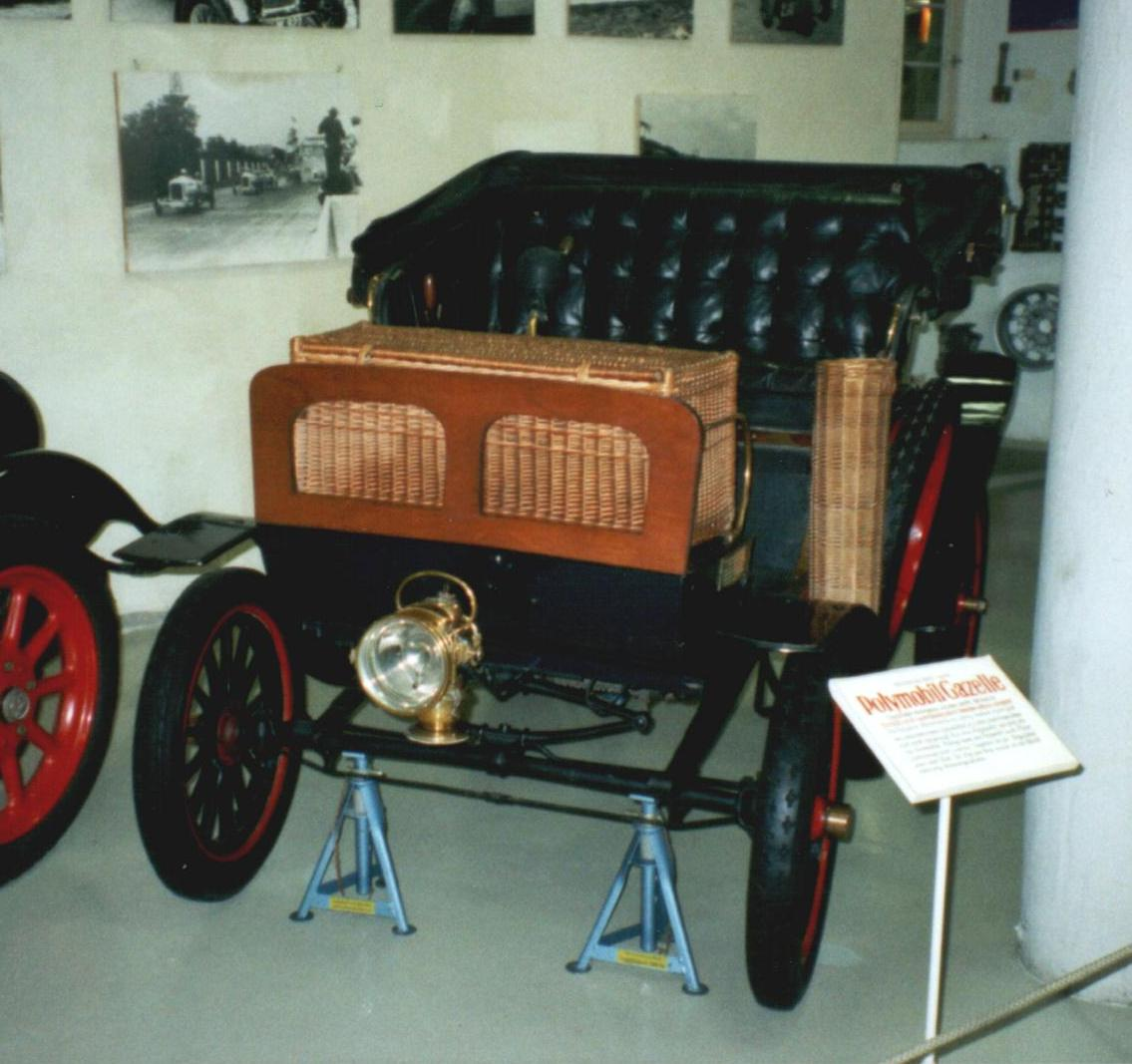
Polymobil von 1904

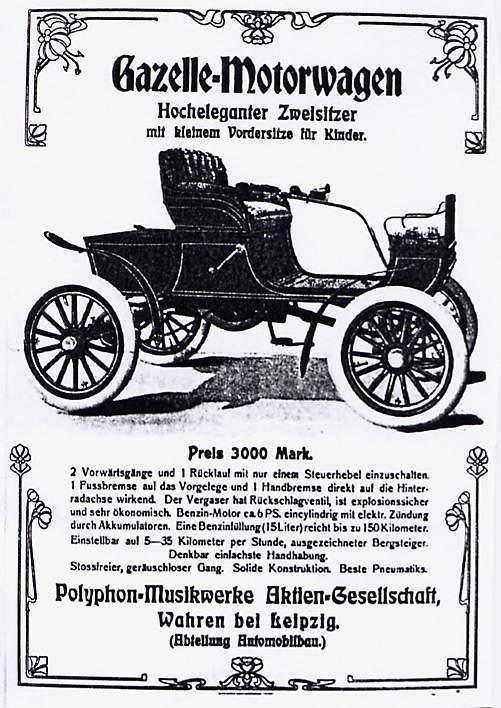
Anzeige aus dem Jahr 1904

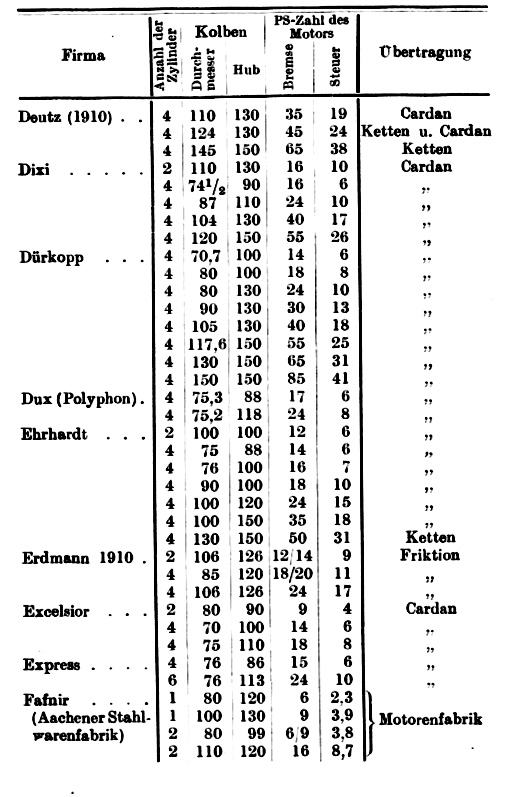
Dux Motorenprogramm um 1910

Im Jahre 1889 eröffneten Gustav Brachhausen (1860–1943) und Ernst Paul Rießner (1859–1947) in Eutritzsch (Leipzig) unweit von ihrem früheren Arbeitgeber unter dem Namen Brachhausen & Rießner mechanische Musikwerke ein Unternehmen zur Herstellung von mechanischen Musikapparaten. Sie arbeiteten beide vorher in den Symphonion Musikwerken Leipzig, auch bekannt als Fabrik Lochmannscher Musikwerke. 1893 bezog man in Wahren in der Bahnhofstraße 61 direkt am Bahnhof Wahren ein neues Gebäude. Am 1. April 1895 entstanden dort als Nachfolger die Polyphon-Musikwerke. Alleiniger Vorstand war Ernst Paul Rießner, da Gustav Brachhausen 1892 in die Vereinigten Staaten von Amerika ging. Die Produkte (Musikautomaten, Spieldosen, Orchestrions, Schallplatten usw.) erlangten rasch Weltruhm, Polyphon, Symphonion und die 1892 von Brachhausen in Amerika gegründete Firma Regina waren die drei weltweiten Marktführer.
Um sich neue Geschäftsfelder zu erschließen, begann man 1904 mit der Lizenzproduktion des Polymobil „Gazelle“ nach dem Curved Dash Oldsmobile Runabout von Oldsmobile. Weitere Lizenznehmer dieses Fahrzeuges in Europa waren: die Dux Fahrradwerke (Moskau), die Deutsche Ultramobil Berlin später Fahrzeugfabrik Eisenach, die Motorwagenfabrik Excelsior Wollishofen (Schweiz) und die Adams Manufacturing Company in Bedford (Großbritannien). Mit feinmechanischen Verfahren hatte man bereits große Erfahrung, da neben den Musikautomaten z. B. auch seit 1903 Schreibmaschinen hergestellt wurden. Der Bau des Polymobils erfolgte unter der Leitung von Franz Starkloph, der vorher bei den Adler Fahrradwerken Frankfurt am Main tätig war. Im Jahre 1908 kam Gustav Schürmann (1872–1962) als Leiter der Automobilabteilung und Konstrukteur von den Fahrzeugfabriken Eisenach, wo er verantwortlicher Techniker des „Dixi“ war. In Leipzig entstanden jetzt eigene Konstruktionen von Schürmann. Franz Starkloph wechselte zum Protos-Automobilwerk. Ab 1909 wurden die neuen Modelle E12 unter dem Namen Dux verkauft, aber weiterhin unter der Angabe „Polyphon Musikwerke, Abteilung Automobilbau“. Interessant ist, dass die Dux-Fahrradwerke Moskau schon 1904–1908 den Nachbau des Oldsmobile Curved Dash unter dem Namen Dux (Duks) vertrieben. Nach dem E12 erschienen ein Jahr später der D12 und der G21. Ab 1912 erhielten die Fahrzeuge den hochovalen Kühler. Die Modelle F6, K24 und G10 kamen hinzu, haben sich aber untereinander nur unwesentlich unterschieden.

### Dux-Automobil-Werke AG, Deutscher Automobil-Konzern, Ende der Marke Dux 1926
Die Geschäfte verliefen sehr erfolgreich, so dass es am 19. September 1916 zur Gründung der Dux-Automobil-Werke AG als selbständiges Unternehmen kam. Das Gründungskapital betrug 1,5 Millionen Mark. Der Vorsitzende des Aufsichtsrates war Kommerzienrat J. S. Tobias, der stellvertretende Vorsitzende Gustav Stresemann (1878–1929). Gustav Schürmann, der bereits seit 1908 im Vorstand von Polyphon war, wurde auch bei Dux in den Vorstand berufen. Es entstand neben den Polyphon-Musikwerken ein Neubau auf dem Grundstück Bahnhofstraße 59. Die Baupläne stammten vom Leipziger Architekten Max Fricke (1874–1934). Später wurden sogar Gebäude der benachbarten Polyphon Musikwerke für die Produktion von Pkw benutzt. Im Werk wurden Pkw und Nutzfahrzeuge (für Nutzlasten zwischen 1,5 t und 5 t) produziert; alle Teile, bis auf Kühler, Magnet und Vergaser, konnte man selbst fertigen. Die Pkw und anfangs auch die Lkw wurden mit den von Schürmann entwickelten Reihen-Vierzylindermotoren ausgestattet, erst der Dux Typ R erhielt 1923 einen Reihen-Sechszylinder. Während des Ersten Weltkriegs nahm der Anteil der produzierten Lkw wegen des gesteigerten Bedarfs zu und der von Schürmann konstruierte 3-Tonnen-Lastwagen wurde von der Heeresverwaltung subventioniert und gekauft.
In der wirtschaftlich schwierigen Phase nach dem Ersten Weltkrieg erfolgte 1918/1919 der Zusammenschluss mit Presto, Magirus und Vomag zum Deutschen Automobil-Konzern (DAK). Dux und Presto produzierten innerhalb des Konzerns die Pkw-Modelle, wobei Dux die gehobenere Käuferschicht ansprechen sollte. Die produzierten Typen R und S gehörten in die Luxusklasse, waren aber trotz guter Qualität nur sehr schwer zu verkaufen. Grund dafür war neben dem hohen Preis auch die veraltete Technik; Dux versäumte es außerdem, kleinere Modelle für eine breitere Käuferschicht anzubieten und scheiterte so an einer falschen Modellpolitik. Schließlich kauften 1926 die Chemnitzer Presto-Werke die Dux-Automobil-Werke AG auf und die Marke Dux verschwand.

### NAG-Nutzfahrzeugwerk, Büssing-NAG bis 1945
Die 1901 gegründete Neue Automobil Gesellschaft (N.A.G. – ab 1915 Nationale Automobil-Gesellschaft) übernahm 1928 Presto und damit deren Leipziger Werk. In Wahren wurden nun Lkw bis 1,5 t,-Omnibusse für bis 26 Personen, Dreiachser-Lastwagen bis 2,5 t und Dreiachser-Omnibusse gefertigt. Im Jahre 1930 gründete die N.A.G. mit Büssing ein Gemeinschaftsunternehmen mit dem Namen Büssing-NAG Vereinigte Nutzkraftwagenwerke AG. Presto als Pkw-Produzent kam 1934 zur Auto Union AG, während das ehemalige Dux-Werk bei Büssing-NAG blieb. Die dort gebauten Lkw wurden unter der Marke Büssing-NAG verkauft. Der technische Leiter war weiterhin Gustav Schürmann.
Vor und während des Zweiten Weltkriegs baute das Büssing-NAG-Werk Leipzig Motoren und Fahrgestelle für Panzerspähwagen (Sd.Kfz. 231/Typ GS, ab 1943 Sd.Kfz. 234/Typ ARK). Im Jahre 1945 wurde das Werk auf Veranlassung der Sowjetischen Militäradministration in Deutschland (SMAD) demontiert, in den Bauten entstand stattdessen ein Lkw-Reparaturwerk der sowjetischen Armee. Seit 1991 stehen die Gebäude leer und verfallen.

## Modelle (1904–1927)
| Typ                          | Bauzeitraum | Zylinder | Hubraum  | Leistung                | Vmax     | Getriebe                     | Gewicht | Preis       |
| ---------------------------- | ----------- | -------- | -------- | ----------------------- | -------- | ---------------------------- | ------- | ----------- |
| Polymobil Gazelle (6/10 PS)  | 1904–1908   | 1 (Heck) | 1563 cm³ | 10 PS (7,4 kW)          | 045 km/h | 2 Vorwärtsgänge und Rücklauf | 0520 kg | 03.000 Mark |
| Polymobil Typ P5 (6/10 PS)   | 1907/1908   | 2 Reihe  | 1356 cm³ | 10–12 PS (7,4–8,8 kW)   | 045 km/h | 3-Gang                       | 0580 kg | 04.200 Mark |
| Polymobil Typ P10 (10/20 PS) | 1907/1908   | 4 Reihe  | 2712 cm³ | 20 PS (14,7 kW)         |          |                              |         |             |
| Dux Typ E12 (6/12 PS)        | 1909–1913   | 4 Reihe  | 1546 cm³ | 18 PS (13,2 kW)         | 055 km/h | 3-Gang                       | 0850 kg |             |
| Dux Typ D12 (6/16 PS)        | 1910–1912   | 4 Reihe  | 1546 cm³ | 18 PS (13,2 kW)         | 060 km/h | 3-Gang                       | 0950 kg |             |
| Dux Typ G21 (8/22 PS)        | 1910–1913   | 4 Reihe  | 2038 cm³ | 21 PS (15,4 kW)         | 070 km/h | 4-Gang                       | 1050 kg |             |
| Dux Typ F6 (6/18 PS)         | 1912–1920   | 4 Reihe  | 1546 cm³ | 18 PS (13,2 kW)         | 070 km/h | 3-Gang                       | 0970 kg | 06.750 Mark |
| Dux Typ K24 (9/24 PS)        | 1912–1918   | 4 Reihe  | 2125 cm³ | 24–28 PS (19,1–20,6 kW) | 080 km/h | 4-Gang                       | 1025 kg | 08.500 Mark |
| Dux Typ G10 (10/30 PS)       | 1912–1918   | 4 Reihe  | 2597 cm³ | 30 PS (22 kW)           | 080 km/h | 4-Gang                       | 1225 kg | 09.900 Mark |
| Dux Typ S (17/50 PS)         | 1920–1924   | 4 Reihe  | 4396 cm³ | 50 PS (37 kW)           | 100 km/h | 4-Gang                       | 1720 kg | 13.200 RM   |
| Dux Typ R (17/70 PS)         | 1924–1926   | 6 Reihe  | 4433 cm³ | 70 PS (44 kW)           | 110 km/h | 4-Gang                       | 1850 kg | 22.000 RM   |

Die unterschiedlichen Ausführungen der Modell D 12 und K24
- D12
Doppel-Phaeton mit geschlossenem Führersitz
Doppel-Phaeton Torpedoform
Landaulet mit geschlossenem Führersitz
Limousine (Damals „Limusine“ geschrieben)
Geschäfts-Lieferungswagen
- K24
Doppel-Phaeton Torpedoform
Doppel-Phaeton mit Verdeck „Janko“
Doppel-Phaeton Torpedoform mit Verdeck „Janko“
Landaulet
Limousine (Damals „Limusine“ geschrieben)

Polymobil 2 mit offenem Verdeck, Jahrgang 1907/1908
Dux D12 Limusine, Jahrgang 1911
Dux D12 Doppel-Phaeton Torpedoform, Jahrgang 1911
Dux K24 Doppel-Phaeton mit offenem Verdeck, Jahrgang 1911
Dux K24 Landaulet, Jahrgang 1911

## Lkw-Produktion
Typen und Tragkraft der produzierten Lkw:
- LTALZOIK1000–1500 kg
- LIALZOTK0000–2000 kg
- LOALZTIK0000–3000 kg
- LKALZTOI0000–3000 kg
- ALZLKTIO4000–5000 kg

## Zubehör
Folgende Werkzeuge, Zubehör- und Ersatzteile wurden mitgeliefert:
2 Pneumatik-Montierhebel, 1 Luftpumpe, 1 Reparaturkasten für Pneumatik, 1 Hammer, 1 Kombinationszange, 1 Schraubenzieher, 1 Universalschraubenschlüssel, 1 Meißel, 1 Durchschlag, 1 Halbrundfeile, je 1 Fassonschlüssel 1/4 : 5/16, 3/8 : 4/16 sowie 1/2 : 5/8, 2 Spezialschlüssel, 1 Nabenkapselschlüssel, 1 Schlüssel für Magnetapparat, 1 Steckschlüssel
für Zündkerze, 2 Trichter mit Sieb, je 1 Spritzkännchen für Öl, Petroleum und Benzin, 1 Einlassventilfeder, 1 Auslassventilfeder,
je 1 Sortiment Muttern, Splinte und Unterlegscheiben, 1 Radabzieher für Hinterräder, 1 Wagenheber, 1 Schlauchhupe mit Ball, genaue Beschreibung über Behandlung, Ölung und Inbetriebsetzung des Wagens sowie Behandlung des Magnetapparates, je 1 Steckschlüssel für
Achsmuttern und Zylinder, 1 Ventilstopfenschlüssel, 1 Anzahl konischer Stifte

## Wettfahrten

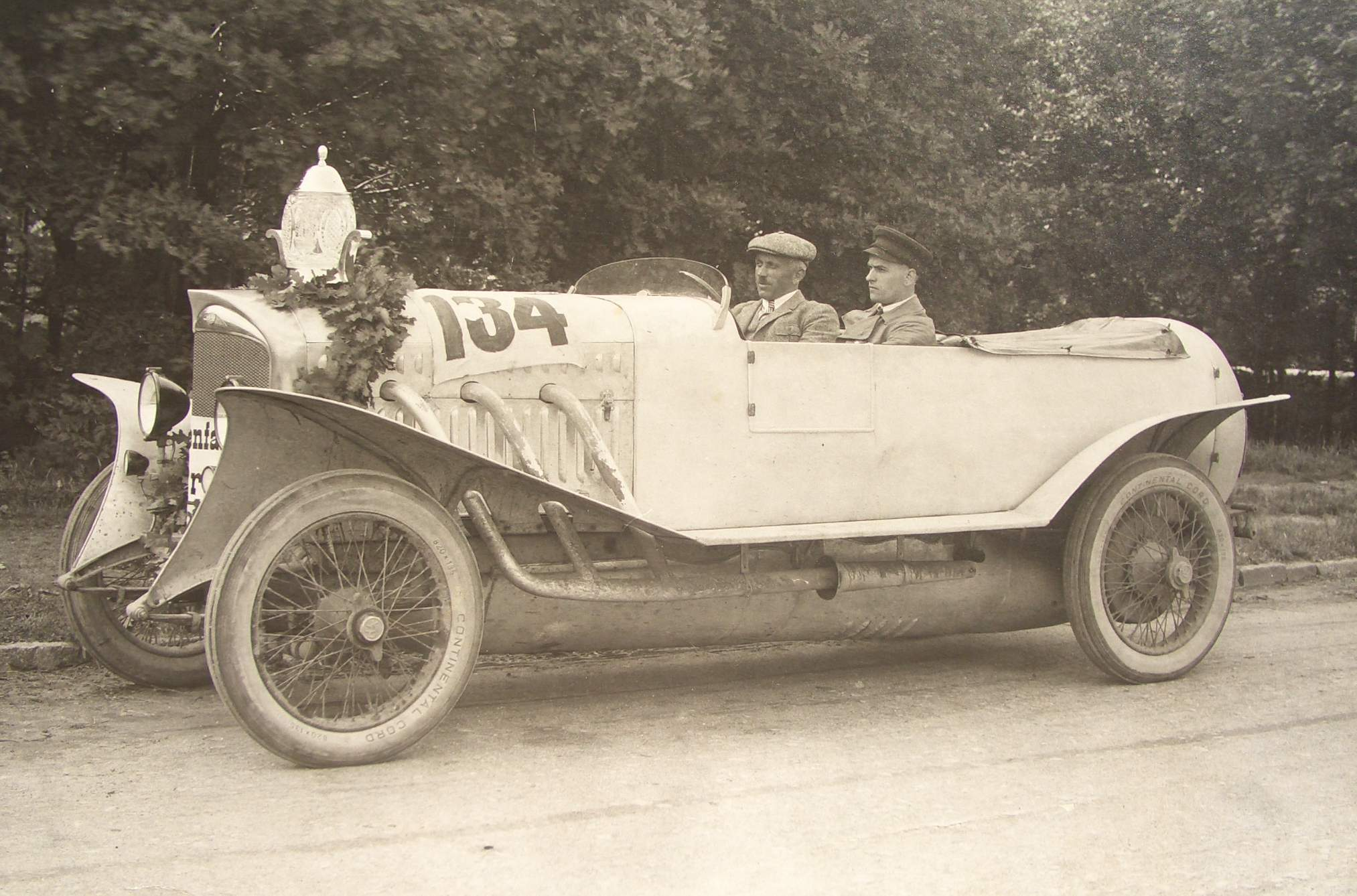
Sieger der Sachsenfahrt 1924 Herr Kaul auf Dux

Die Wettfahrten und Rennen wurden mit Serienfahrzeugen, aber auch mit speziell angefertigten Fahrzeugen gefahren:
- 1909 Internationale Tourenfahrt nach Eisenach (Schürmann) 1645 km: 3. Preis
- 1910 Prinz-Heinrich-Fahrt (Schürmann mit K24) 2000 km: als einziger Tourenwagen strafpunktfrei
- 1910 Kriegsmäßige Ballonverfolgung Halle/Saale (von Nostitz-Wallwitz): 1. Preis
- 1910 Zuverlässigkeitsfahrt mit Serienfahrzeug D12: Goldene Medaille
- 1911 Sternfahrt nach Naumburg (Wenzel jr.): 1. Preis
- 1911 Sternfahrt nach Chemnitz (Bender): 1. Preis
- 1911 Sternfahrt nach Auerbach/Vogtl. (Feiler): Sonderpreis
- 1911 Sternfahrt nach Auerbach/Vogtl. (Schröder): 2. Preis
- 1911 Sternfahrt nach Eisenach (Wenzel jr.): 1. Preis
- 1912 Preistourenfahrt nach Frankfurt am Main (Schürmann): 4. Preis
- 1912 Zuverlässigkeitsfahrt mit Serienfahrzeug: Große goldene Medaille
- 1913 Völkerschlacht-Jubiläumsfahrt (Schürmann mit Dux F6): 1. Preis
- 1924 ADAC-Sachsenfahrt (Kaul): 1. Preis